# Sabit Osman Avcı
Sabit Osman Avcı (* 1921 in Artvin; † 8. Februar 2009 in İstanbul) war ein türkischer Politiker.

## Leben
1939 absolvierte Avcı das Gymnasium und 1944 die Fakultät für Forstwirtschaft an der İstanbul Üniversitesi. Danach arbeitete er als Diplomingenieur in der Generaldirektion für Waldwesen. 1953 wurde Avcı in die USA geschickt, um Forschungen zu betreiben. Nach seiner Rückkehr wurde er zum Generaldirektor für Waldwesen in Mersin beordert.
Sabit Osman Avcı war in der 1., 2., 3., und 4. Legislaturperiode Abgeordneter der Großen Nationalversammlung der Türkei für die Provinz Artvin. In der 5. Legislaturperiode war er Abgeordneter der Provinz İstanbul. Er wurde am 26. November 1970 zum Präsidenten der Großen Nationalversammlung gewählt.
Sabit Osman Avcı war Minister für Dorfangelegenheiten, für Waldwesen und für Energie und Naturschätze.
| Vorgänger       | Amt                                                                                    | Nachfolger  |
| --------------- | -------------------------------------------------------------------------------------- | ----------- |
| Ferruh Bozbeyli | Präsident der Großen Nationalversammlung der Türkei 26. November 1970–14. Oktober 1973 | Kemal Güven |

| Personendaten    | Personendaten        |
| ---------------- | -------------------- |
| NAME             | Avcı, Sabit Osman    |
| KURZBESCHREIBUNG | türkischer Politiker |
| GEBURTSDATUM     | 1921                 |
| GEBURTSORT       | Artvin               |
| STERBEDATUM      | 8. Februar 2009      |
| STERBEORT        | İstanbul             |